# Hodonín (okres Blansko)
Hodonín je obec v okrese Blansko v Jihomoravském kraji. Nachází přibližně 9 km západně od Kunštátu. Žije zde 203 obyvatel.

## Historie
První písemná zmínka o obci pochází z roku 1360. Hodonín původně náležel panství pánů z Lomnice, následně panství pernštejnskému a od roku 1540 byl v držení Černovic.
Poblíž obce byl v období druhé světové války zřízen shromažďovací tábor Hodonínek určený pro romskou populaci. Nedaleko romského tábora se nacházel i společný romský hřbitov.

## Pamětihodnosti
- Zámeček – původně jako hradiště, které bylo v druhé polovině 16. století přestavěno na zámek. V současné době slouží jako rekreační zařízení.
- Davidova vila – v současné době využívána jako dětský domov

## Galerie

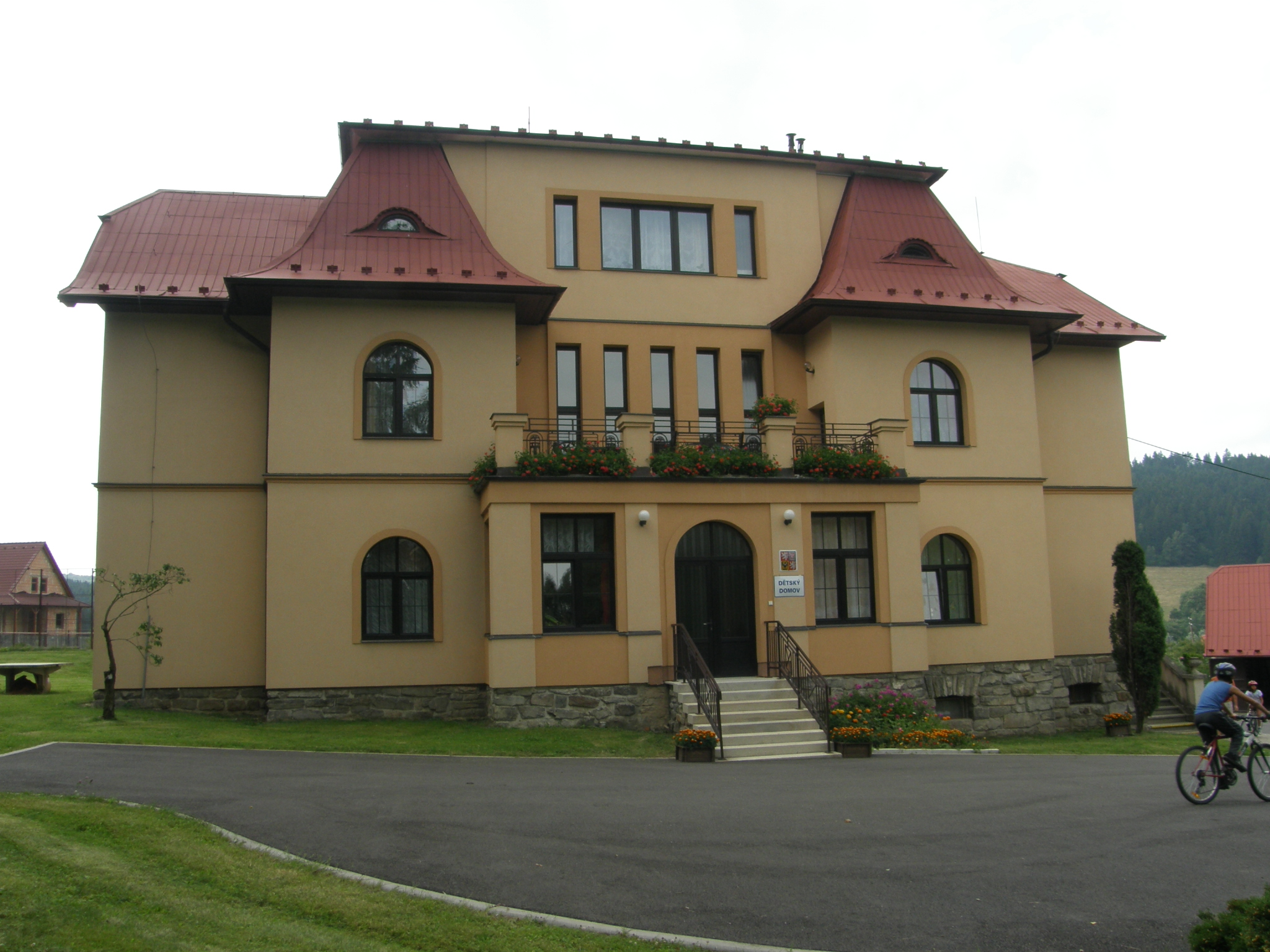
Davidova vila, dnes dětský domov
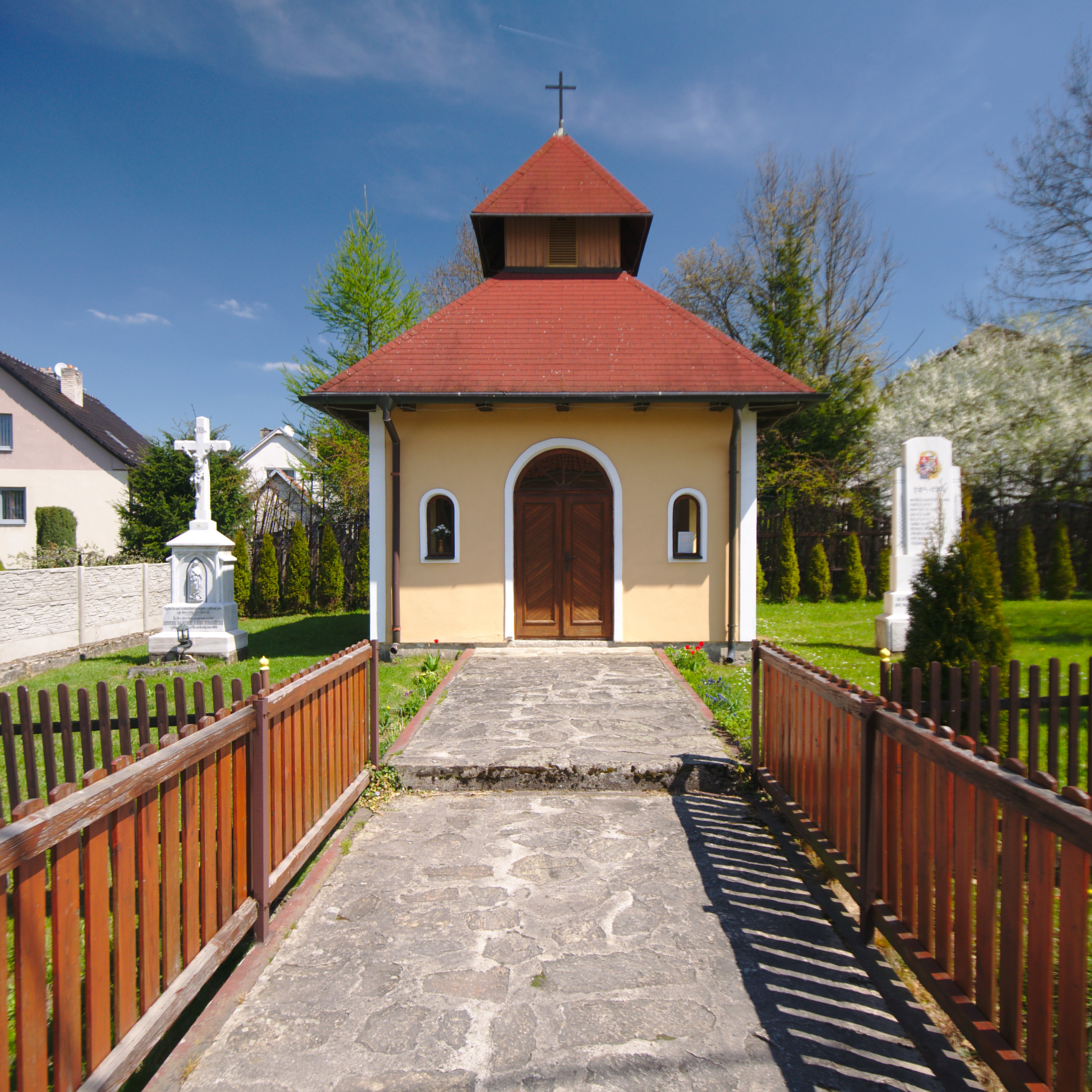
Kaplička
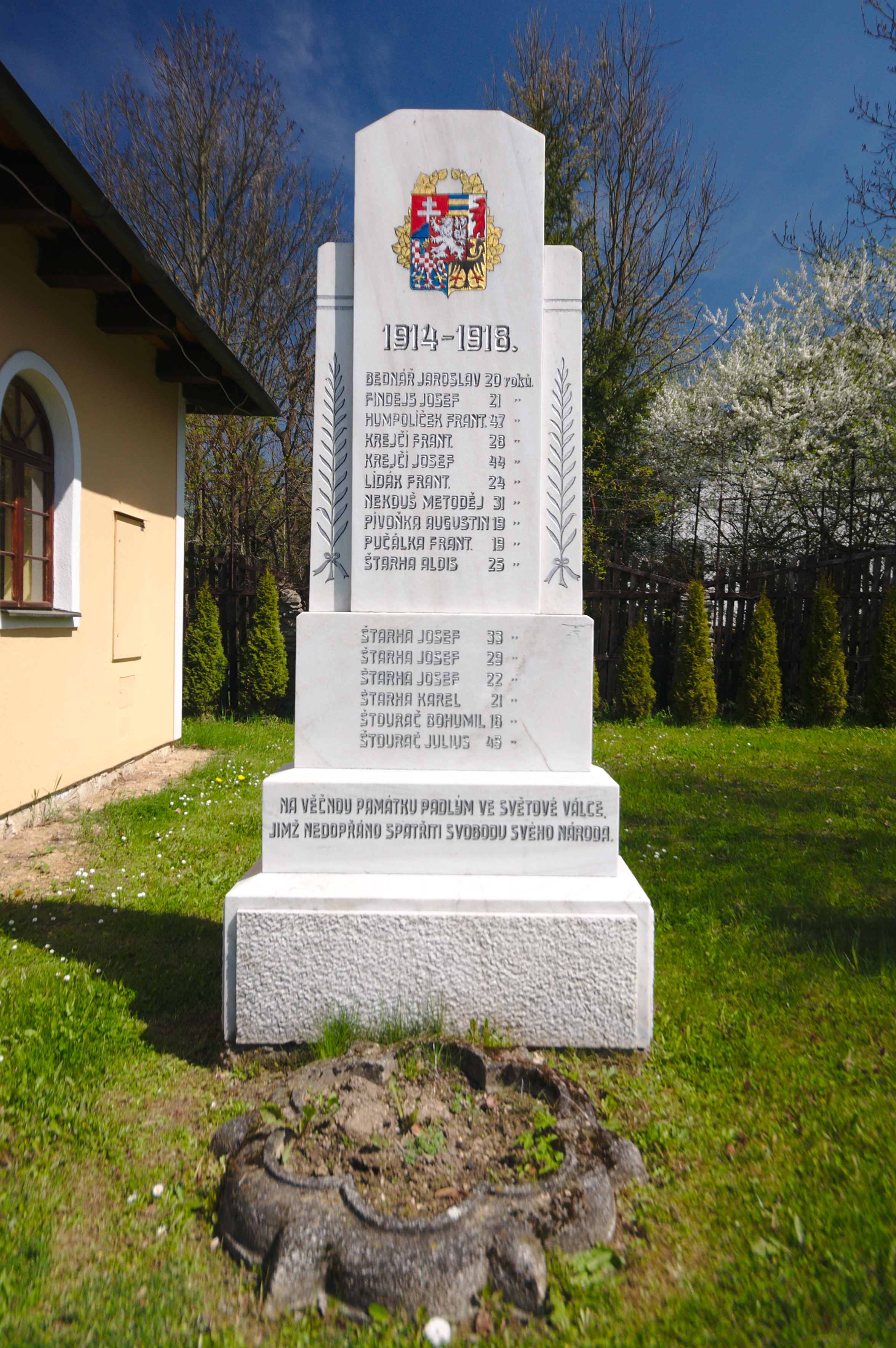
Památník obětem první světové války
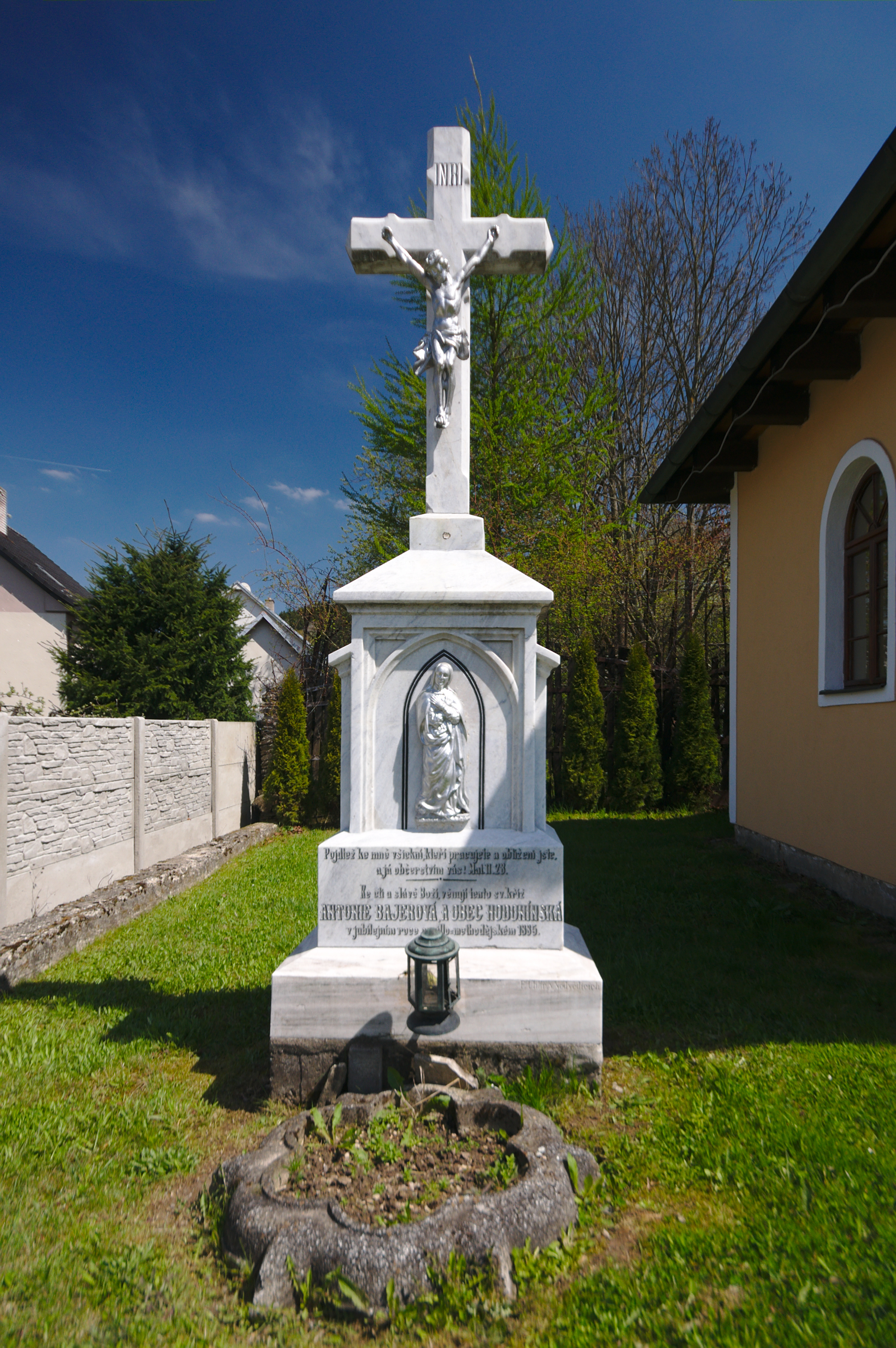
Kříž vedle kaple
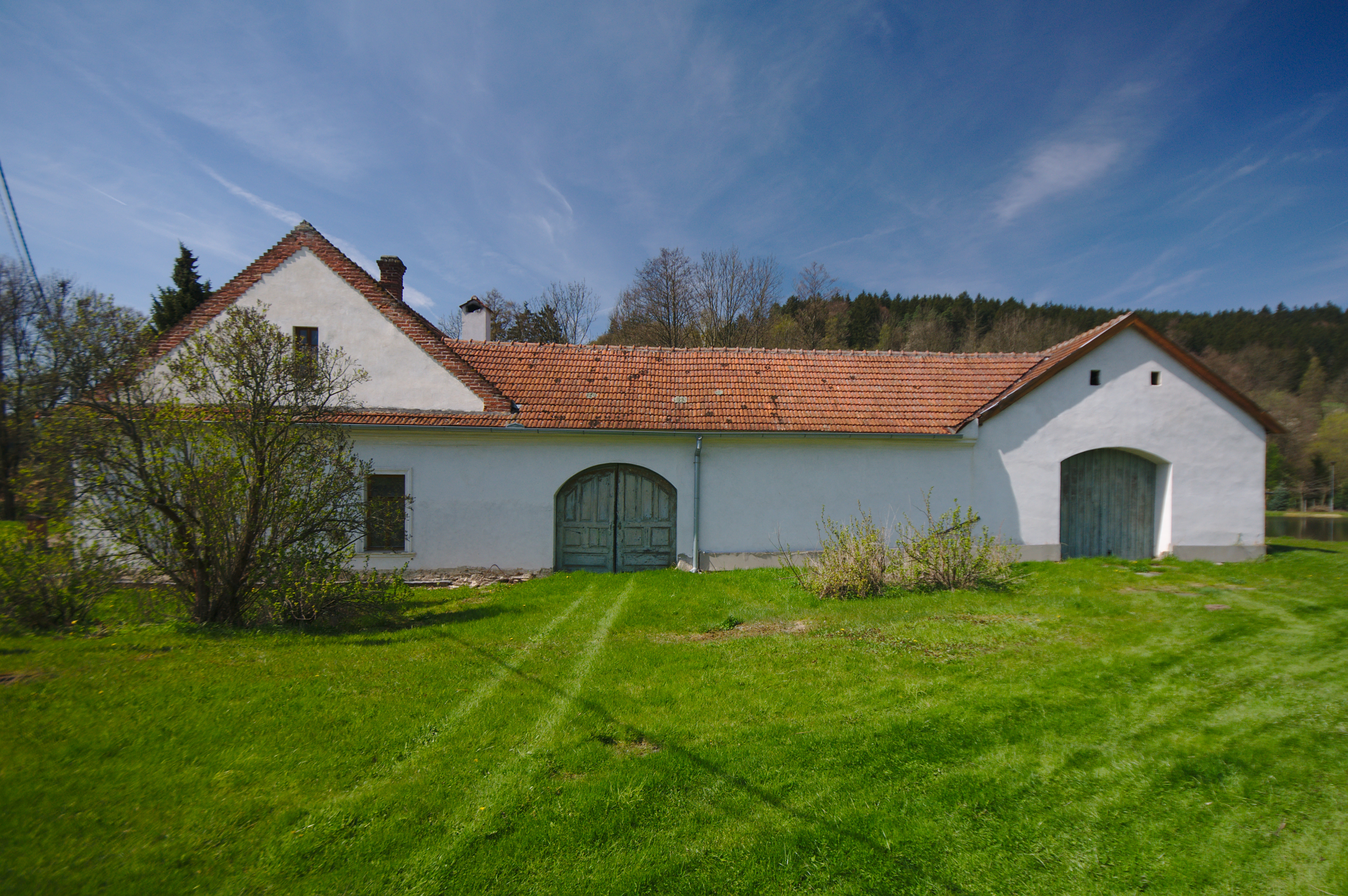
Bývalý mlýn
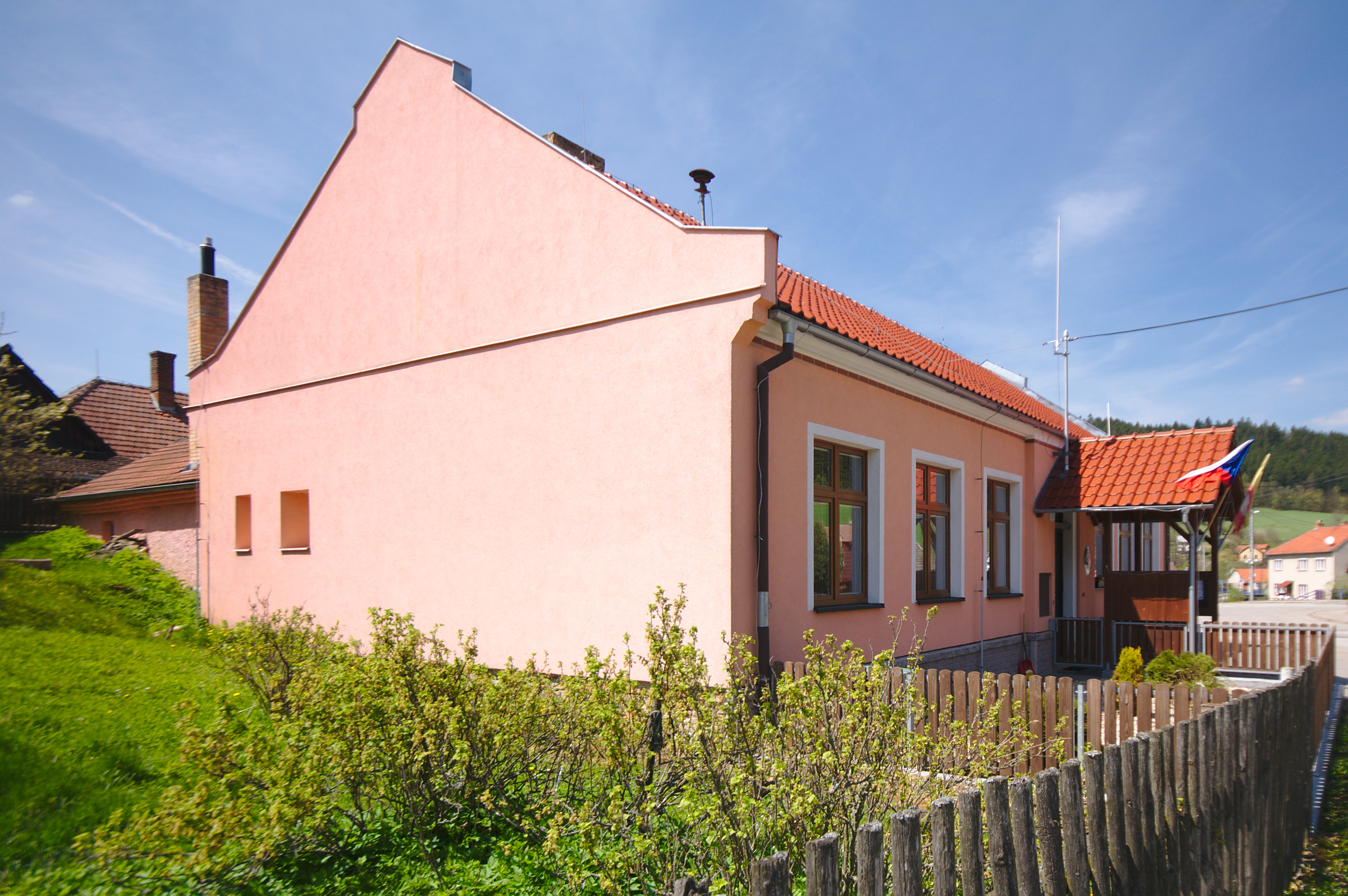
Obecní úřad
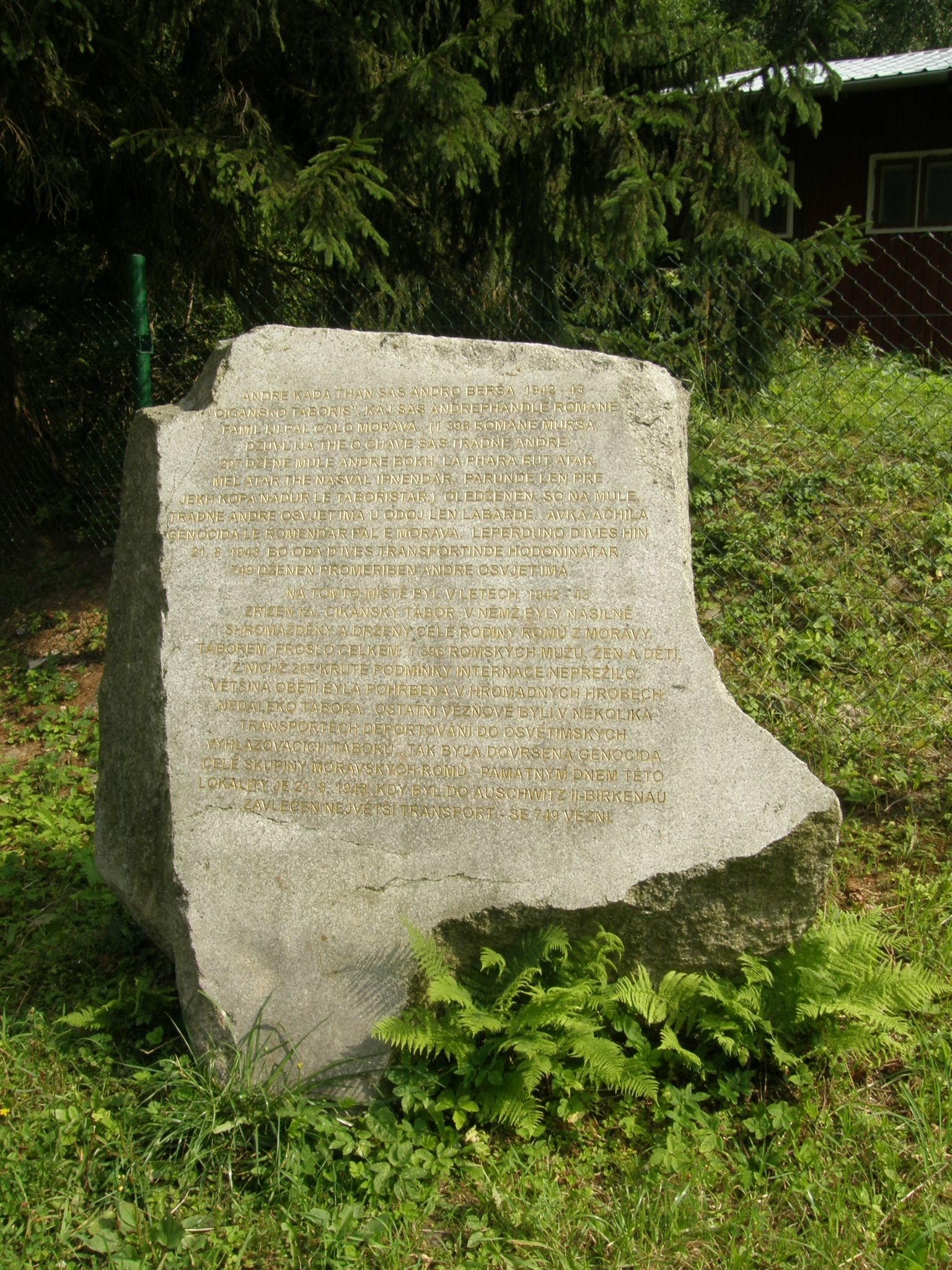
Památník na původním místě shromažďovacího tábora Hodonínek